# Balmalcolm
Balmalcolm è un villaggio del Fife, Scozia, situato tra Glenrothes e Cupar.
È un villaggio a economia prevalentemente agricola, fondato nel XVIII secolo.
Nel suo territorio si è sviluppata un'attività di confezionamento e distribuzione di prodotti sgricoli. Negli anni '90 l'area è stata interessata da un forte inquinamento da nitrati dovuto all'uso intensivo di fertilizzanti chimici per l'agricoltura.